# Ola Wærhaug
Ola Wærhaug   (Skedsmo, 24 de desembre de 1937) és un biatleta noruec, ja retirat, que va competir durant la dècada de 1960.
Durant la seva carrera esportiva va prendre part en tres edicions dels Jocs Olímpics d'Hivern, sempre en proves de biatló, el 1960, 1964 i 1968. El millor resultat el va aconseguir als Jocs de Grenoble, on guanyà la medalla de plata en el relleu 4x7,5 quilòmetres, formant equip amb Olav Jordet, Magnar Solberg, Jon Istad. En aquests mateixos Jocs fou tretzè en els 20 quilòmetres.
En el seu palmarès també destaquen dues medalles d'or en els quatre Campionats del món de biatló que disputà.